# Leptogaster roederi
Leptogaster roederi är en tvåvingeart som beskrevs av Samuel Wendell Williston  1896. Leptogaster roederi ingår i släktet Leptogaster och familjen rovflugor. Inga underarter finns listade i Catalogue of Life.